# Marcha Mundial das Mulheres

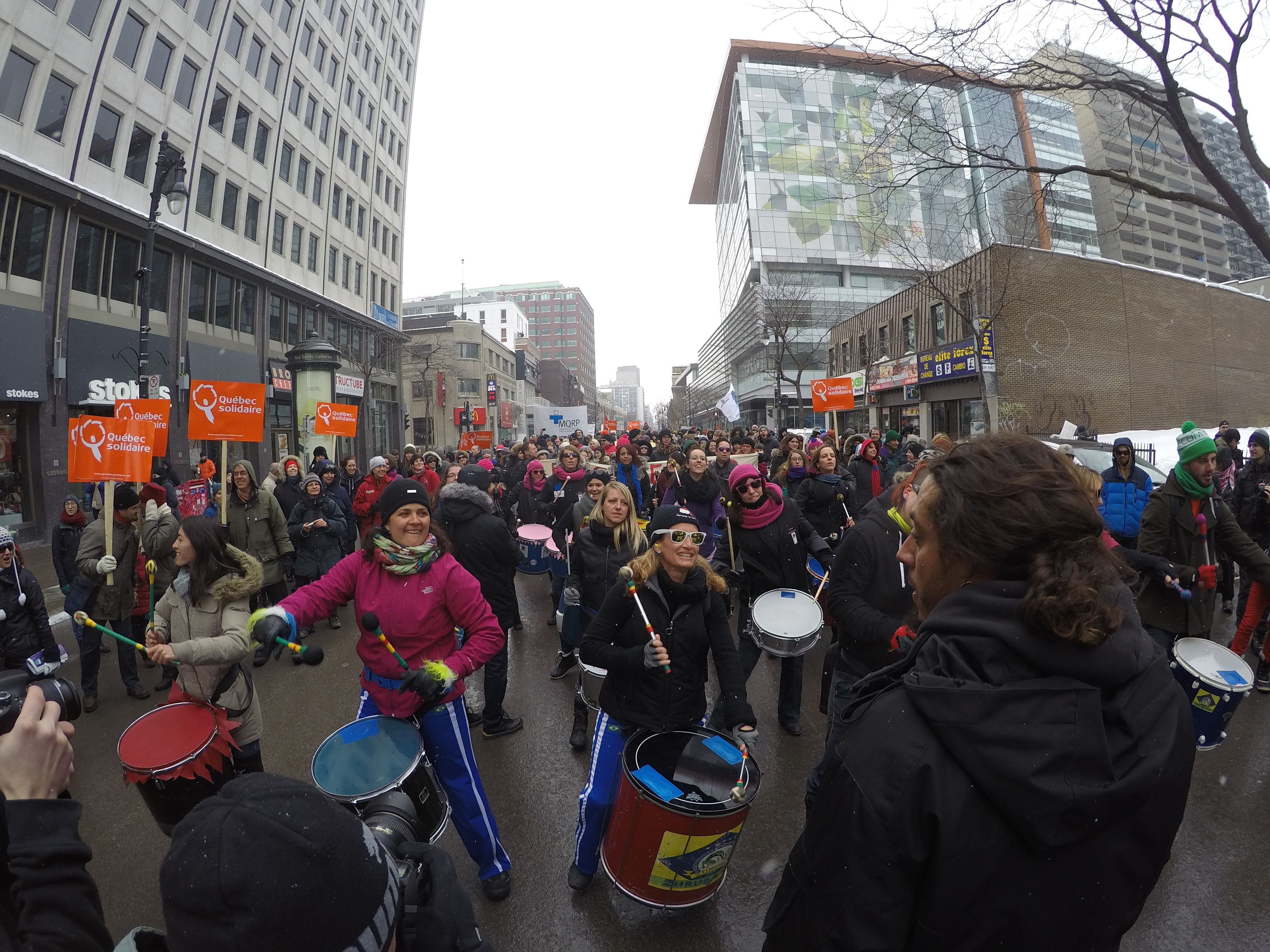
Marcha Mundial das Mulheres de 2015 em Montréal foi animada ao som dos tambores tocados pelas próprias homenageadas do dia(Iara Falcão/Agência Brasil)

A Marcha Mundial das Mulheres (MMM) é um movimento feminista internacional, que se iniciou em 2000, com a finalidade de realizar uma campanha mundial contra a pobreza e a violência contra as mulheres. Foi realizada, nesse ano, uma grande mobilização que reuniu mulheres do mundo todo, que se iniciou no Dia Internacional da Mulher, 8 de Março e terminou em 17 de outubro, tomando por base o chamado “2000 razões para marchar contra a pobreza e a violência sexista”.
Em 2000, 6 mil grupos de 159 países e territórios aderiram à Marcha Mundial das Mulheres e foi entregue documento com 17 pontos de reivindicação e assinado por mais de 5 milhões de pessoas apoiando as reivindicações das mulheres à ONU, em Nova Iorque. Com esse ato simbólico, foi finalizada a movimentação em 2000 e, oficialmente, dado o primeiro passo para o fortalecimento dessa rede de movimentos feministas internacionais implicados na Marcha Mundial das Mulheres.

## História
O movimento se inspirou na marcha que em junho de 1995 cerca de 850 mulheres percorreram 200 quilômetros entre Quebec e Montreal no Canadá. Elas marchavam contra a pobreza, a conquista desta manifestação foi o aumento do salário mínimo, em uma economia de preços estáveis e pressionada pelo mercado comum com os Estados Unidos, além de mais direitos para as mulheres imigrantes e apoio à economia solidária. Elas foram recebidas por mais de 15 mil pessoas em Montreal, o lema da Marcha era "Pão e Rosas".
Depois de 2000, a Marcha Mundial das Mulheres realizou mais duas ações nos anos de 2005 e 2010.
Em 2005, de 8 de março a 17 de outubro, a Marcha construiu a Carta Mundial das Mulheres para a Humanidade, na qual expressou as alternativas para as áreas econômicas, sociais e culturais para a construção de um mundo fundado nos princípios da igualdade, liberdade, justiça, paz e solidariedade entre os povos e seres humanos, respeitando o meio ambiente e a biodiversidade. Foi construída uma grande Colcha Mosaico Mundial de Solidária, como forma simbólica de representar a Carta.
Em 2010 foi realizada a terceira ação internacional da Marcha Mundial das Mulheres com mobilizações de diferentes formatos em vários países do mundo e teve como tema “Seguiremos em marcha até que todas sejamos livres”. As ações foram realizadas em dois períodos. O primeiro, de 8 a 18 de março, foi marcado por marchas em comemoração ao centenário do Dia Internacional das Mulheres. O segundo período, de 7 a 17 de outubro, teve como ponto de encontro Kivu do Sul, na República Democrática do Congo, e teve como ênfase a solução para os conflitos armados, em busca da paz.

## No Brasil
A Marcha Mundial das Mulheres no Brasil se fortalece no 1º Fórum Social Mundial e cria-se uma carta: "Carta das Mulheres Brasileiras" que exige terra, trabalho, direitos sociais, auto-determinação das mulheres e soberania do país. A presença da MMM no Brasil se dá também em apoio da Marcha das Margaridas, voltada a luta da mulher no campo.
No Brasil, a terceira ação internacional da MMM se realizou entre os dias 8 e 18 de março, com a organização de uma marcha que percorreu o trajeto entre as cidades de Campinas e São Paulo, reunindo cerca de 3 mil mulheres. Foram 10 dias de caminhada.